# 3-я альпийская дивизия (Италия)
3-я альпийская дивизия «Юлия» (итал. 3ª Divisione alpina "Julia") — итальянская дивизия элитных альпийских горнострелковых частей, участвовавшая во Второй мировой войне. Существовала с 1935 по 1943 годы. Ныне её правопреемницей служит альпийская бригада «Юлия» современных ВС Италии.

## История

### Образование
Альпийская бригада «Юлия» формально создана 11 марта 1926 как 3-я альпийская бригада из 8-го, 9-го альпийских полков и 3-го горного артиллерийского полка. Имя получила в 1934 году, 10 сентября 1935 расширена до уровня дивизии.

### В годы Второй мировой войны
Дивизия сражалась во время итало-греческой войны: она печально стала известна после того, как была наголову разгромлена греками в сражении в горах Пинда, потеряв сразу 5 тысяч человек убитыми, ранеными и пленными. С 1942 по 1943 годы дивизия воевала на восточном фронте против СССР, где понесла не меньшие потери. В ходе Среднедонской операции 28 января 1943 под Валуйками дивизия фактически была разгромлена и разделила печальную участь 4-й альпийской дивизии «Кунеэнзе», уничтоженной на Воронежском фронте. После капитуляции Италии прекратила существование де-юре.

### Наши дни
Правопреемницей бригады служит альпийская бригада «Юлия» при итальянской армии, созданная в 1949 году.

## Структура
- 8-й альпийский полк
  -  Батальон «Гемона»
  -  Батальон «Толмеццо»
  -  Батальон «Чивидале»
- 9-й альпийский полк
  -  Батальон «Л’Агила»
  -  Батальон «Виченца»
  -  Батальон «Бассано» (25 сентября 1937 переведён в 11-й альпийский полк)
- 3-й альпийский артиллерийский полк
  - Артиллерийская группа «Конельяно»
  - Артиллерийская группа «Удине»
  - Артиллерийская группа «Валь Плаве»
- 3-й инженерный батальон
- 207-й автотранспортный батальон
- Карабинеры
  - 415-я рота карабинеров
  - 416-я рота карабинеров
- Полевые лазареты
  - 628-й полевой лазарет
  - 629-й полевой лазарет
  - 633-й полевой лазарет
  - 813-й полевой лазарет

## Отличившиеся военнослужащие
Список награждённых золотой медалью «За воинскую доблесть»:
- Бенвенуто Ратто, лейтенант
- Умберто Тинивелла, подполковник
- Ренато Дель Дин, младший лейтенант
- Джулио Мартинат, генерал
- Анджело Джузеппе Цанканаро, подполковник
- Ансельмо Дуригон, маршал
- Уго Пиччинини, младший лейтенант
- Артико ди Прамперо, лейтенант
- Уго Гьявитто, сержант
- Гаэтано Тавони, полковник